# コスモス2号
コスモス2号（Kosmos 2、ロシア語:Космос 2）または1MS #1は、科学調査と技術実証を目的とした人工衛星であり、ソビエト連邦により1962年に打上げられた。西側ではスプートニク12号（Sputnik 12）とも呼ばれる。2機目のコスモス衛星であり、1機目のMS衛星である。主目的は将来の人工衛星のためのシステム実証と宇宙線や放射線に関するデータの収集であった。
コスモス2I 63S1 s/n 5LKに搭載して打上げられた。コスモス2Iにとって4度目の打上げで、軌道に到達したのは2度目となった。1962年4月6日17:15（UTC）にカプースチン・ヤールマヤーク発射施設第2発射台より打上げられた。
近地点207 km、遠地点1,485 km、軌道傾斜角49°、軌道周期101.8分の低軌道に乗せられた。1963年8月20日に軌道減衰した。
コスモス2号は、2機打上げられた1MS衛星1機目であった。2機目は1962年10月25日に打上げられたが、軌道に到達しなかった。1MS衛星は、2タイプのMS衛星最初のもので、2MS衛星に引継がれた。